# 栾盾
栾盾（？—？），姬姓，栾氏，名盾，栾枝之子，春秋时期晋国下军将。
前615年冬，秦康公为了报复五年前的令狐战役，发兵攻打晋国，占取了羁马。晋国发兵抵御，赵盾为中军将，荀林父中军佐。郤缺为上军将，臾骈为上军佐。栾盾为下军将，胥甲为下军佐。